# CAPTOR-E

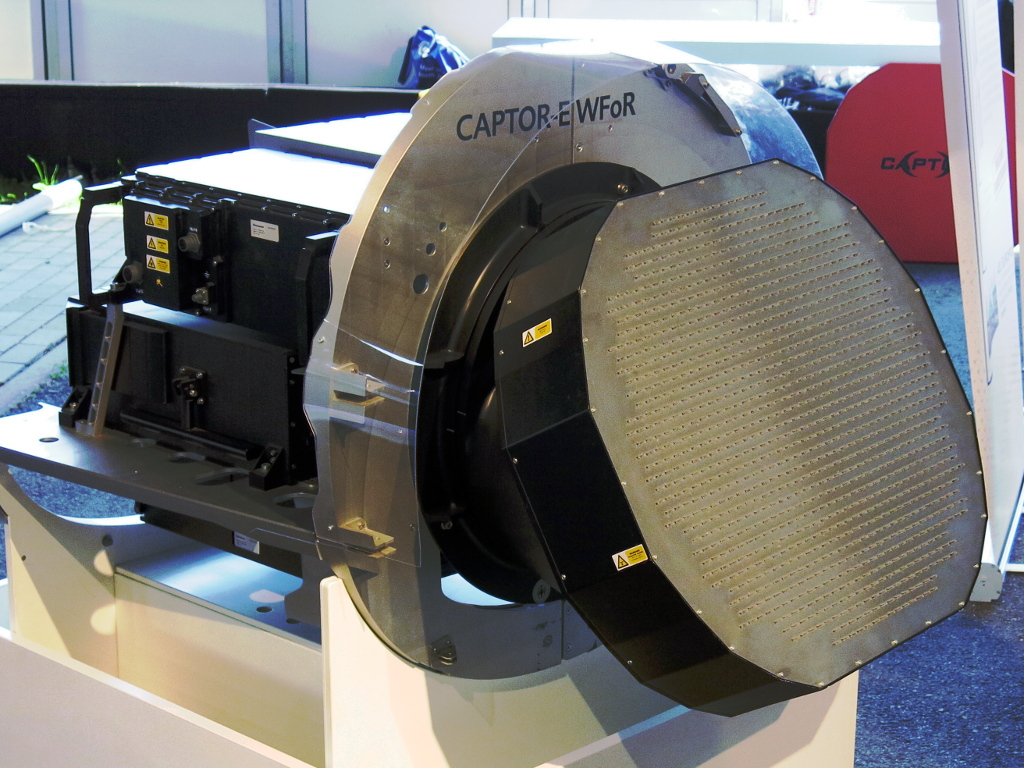
CAPTOR-E 레이더, 카이사르 레이더라고도 불리며 독일 공군, 영국 왕립 공군에서 실전배치할 최초의 전투기용 AESA 레이더다.

CAPTOR-E는 유로파이터 타이푼을 업그레이드하기 위해 만든 유로파이터 전용 AESA 레이다다.

## 역사

### AESA 소요
유로파이터 타이푼은 1,000대 이상의 생산을 계획했으나 그에 한참 미치지 못하는 사업 성적을 얻고 2000년대부터 미쓰비시 F-2, 록히드 마틴 F-22A 랩터 같은 AESA 레이다 기술력을 자랑하는 미국, 일본 방위산업이 등장했다. 하물며 F-35 라이트닝 II의 경우, 정비창을 보유한 미국,일본,이탈리아,영국 등이 엔진을 미국제, 일본제, 이탈리아제, 영국제를 정비창들끼리 서로 교환하며 수리하는 방식으로 효율을 극대화하기도 하며, F-35 라이트닝 II 산업이 전세계 항공산업 및 방위산업에서 유로파이터 타이푼의 입지와 자리를 위협하자, 결국 개발 핵심국가들은 CAPTOR-E 개발 및 조속한 배치를 서두른다. 완성된 레이다는 T/R 1,400개 소자로 구성됐으며, 록히드 마틴사의 전투기들에 뒤쳐지지 않는 레이더 탐지거리를 얻게 됐다. 그리하여 2020년대부터 본격적인 배치가 시작된다.

### 독일 공군
독일 공군 유로파이터 타이푼이 2022년부터 Captor-E AESA 레이더 업그레이드 예정에 있다.
독일 공군 사령관이 현지 일간지와 인터뷰에서 독일 공군 유로파이터 타이푼이 2022년부터 Captor-E AESA 레이더 업그레이드를 하게 될 것이라고 밝혔다.
Ingo Gerhartz 중장은 flugrevue에게 "Captor-E AESA 레이더는 유로파이터의 공대공 및 공대지 어플리케이션의 능력을 향상시킬 것이다. 개조는 2022년부터 시작될 것으로 예상된다."고 했다.
Captor-E 차세대 멀티모드 도플러 레이더는 레오나르도(영국, 이탈리아), 인드라(스페인) 센서 솔루션 공급업체 Hensoldt(독일)로 구성된 Euroradar 컨소시엄이 10억 유로의 비용으로 개발했다.

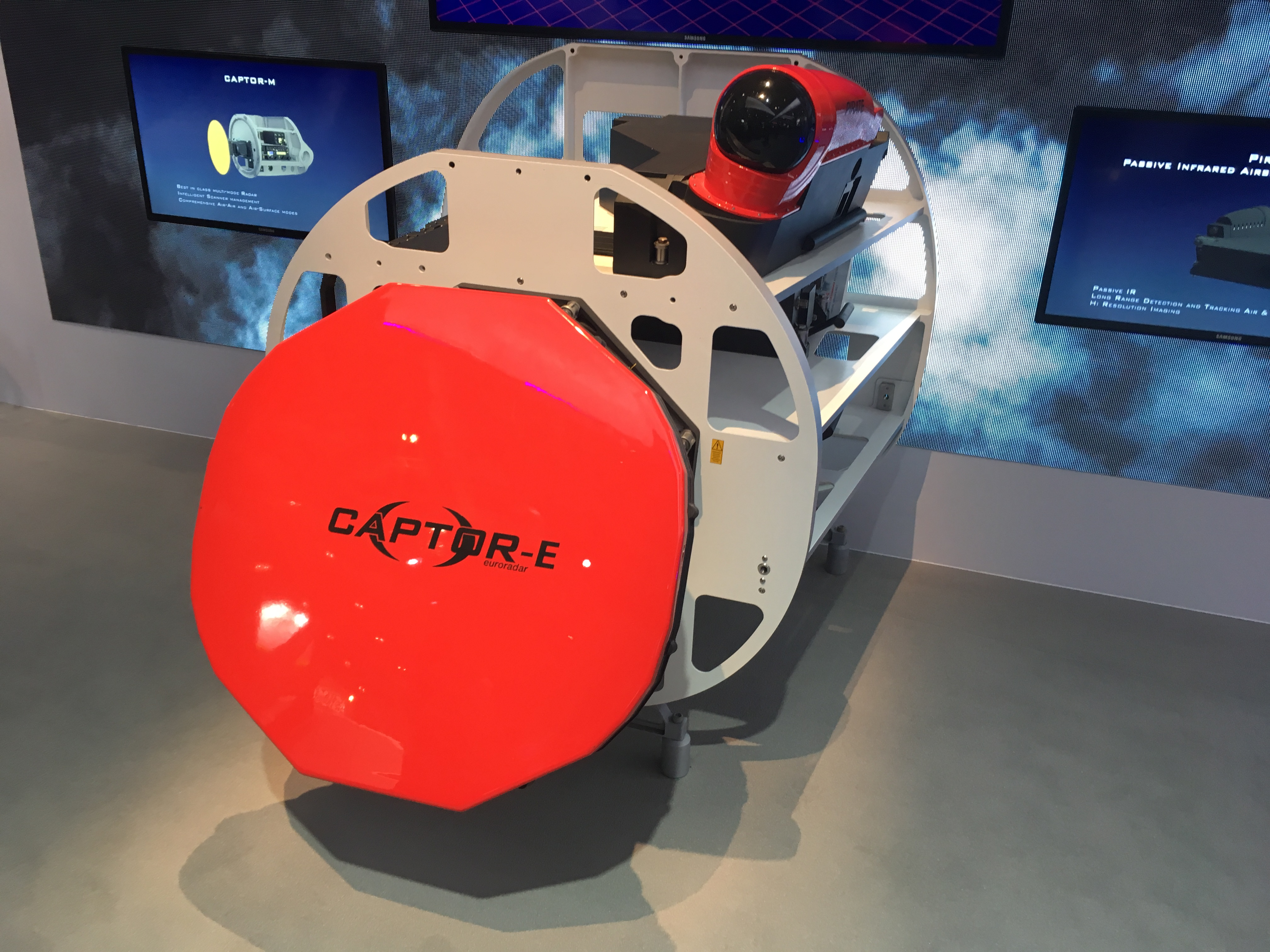
CAPTOR-E의 전시 모습이다. 영국제 VIXEN 레이더 역시 전시할 때 같은 빨간 포장으로 덮어놓았다.

## 제원
- 이름 : CAPTOR-E 혹은 카이사르 레이다
- 개발국가 :  유럽
- 종류 : AESA 레이다
- 레이더 탐지거리 : (서방국가의 소형 전투기가 표적일 시) 180km
- 모듈 : T/R 1,400개 소자

## 같이 보기
- AN/APG-81
- 유로파이터 타이푼
- 4.5세대 전투기
- 레이다